# 23405 Нісирос
23405 Нісирос (23405 Nisyros) — астероїд головного поясу, відкритий 19 вересня 1973 року.
Тіссеранів параметр щодо Юпітера — 3,038.